# 鋼鉄の狩人
『鋼鉄の狩人』（こうてつのかりうど、英: THE IRON HUNTER）は、長谷川裕一による日本の漫画作品。朝日ソノラマのアンソロジーコミック『バトルマシーン』MARK.6 - 7（各1987年発行）に掲載された。全3話（第1話は単行本書き下ろし）。

## 概要
20世紀末から700年後、地球が樹に沈んで久しい近未来。かつての文明社会は失われ、人類は世界を覆った巨大な樹木の上に生活圏を置くようになり、世界の事を“大きな鳥カゴ（メガロ・ネスト）”とさえ呼んでいた。人類の居住域は点在した状態で互いの交流は最低限、村や町の間は完全な無法地帯となっている。
機械屋のワイドマン・ロングバリバアは20世紀末のコールドスリープカプセルを発見し、その中から一人の少年が眠りから目覚める。

## 登場人物
アイアン・キッド（鉄小僧）
主人公。20世紀末のコールドスリープカプセルからメガロ・ネストの時代に目覚める。本名は不明で、自身も覚えていない。誘拐商人にヨナが攫われた事件を切っ掛けに、旧時代の戦闘兵器「ゼロイン・アービック」の機体を獲得し「鋼鉄の狩人」の二つ名を継ぐ。
ヨナ
ロングバリバアがかつて人売りから買った小間使い。キッドのパートナー。
ワイドマン・ロングバリバア
キッドが眠るカプセルを発見した機械屋。趣味で博士もやっている。「自身は人格者であるがメガロ・ネストの住人」と語りつつもヨナを虐待するような真似はせず、たいした義理がある訳でもないキッドの面倒をみるなど、お人好しの部類にあたる爺さん。
ゼロイン・アービック
過去、人類が樹上に暮らし始めた頃に起きた戦争で建造されたサイバス・クローラー（擬似生体有脚機）。人工知能を備えた自立型マシンであり、作中の時代においては非常識なほど金属部品を使用していて強度が高い。キッドと共に誘拐商人と戦ったが、戦いの最中に電子頭脳を損傷し、キッドに己の身体と二つ名「鋼鉄の狩人」を譲り与えて逝った。
前述の通り、金属を多く使用した機体は頑強である反面、損壊すると修理する際に素材の調達と加工からして恐ろしく手間が掛かる。バリバアはキッドが眠っていたのと同型のコールドスリープ・カプセルの外殻に使用されているチタン合金を利用しているが、やはり加工する事自体に手間が掛かり過ぎて、修理がおざなりになることも多い。

## サイバス・クローラー（擬似生体有脚機）
樹上を移動するために手足をもつ機械。作中の世界では装甲を含めた構成素材の70%に木材が使用されている。コントロールには搭乗者の筋電流を検知する方式を採用しており、感覚的な操縦が可能。

## 単行本
いずれも全1巻。同作者による『侵略妖精』全2話（前後編）が併録されている。
「狩人」は単行本化にあたって第1話が書き下ろされており、それに合わせて以降のエピソードも大幅に加筆修正されている。
- 朝日ソノラマ版（1988年6月発売 ISBN 978-4-25-796177-2）
- 大都社版（1998年4月発売 ISBN 978-4-88-653437-8）